# زاهر وماهر
زاهر وماهر مسلسل رسوم متحركة فرنسي بلجيكي عرض بين عامي 2006 - 2009 ويتكون من 39 حلقة تمت دبلجة المسلسل للغة العربية.

## روابط خارجية
- زاهر وماهر على موقع IMDb (الإنجليزية)
- زاهر وماهر على موقع كينوبويسك (الروسية)
- زاهر وماهر على موقع ألو سيني (الفرنسية)
- زاهر وماهر على موقع قاعدة بيانات الفيلم (الإنجليزية)